# 경북교통방송
경북교통방송은 경상북도 동해안권을 권역으로 하는 TBN 교통방송 계열의 방송국 중의 하나이며, 한국도로교통공단 관할에 있다. 방송국은 경상북도 포항시 북구 침촌마을길 39 (장성동 783)에 있다.
대구교통방송의 포항 중계소로 시작한 후 독립했으며, 2014년 7월 9일 경상북도 포항시 북구 장성동 KT 북포항지사 4,5층을 임차해서 개국하였다. 이후 2016년 11월 13일 KT 북포항지사 북쪽에 사옥을 준공하여 이전했다.

## 개요
도음산 송신소를 통해, FM 103.5MHz의 주파수와 1kW의 출력으로 매일 24시간을 방송하여 경상북도 동부권을 중심으로 송출하고 있다.
- 주파수 : FM 103.5MHz (도음산 송신소), FM 103.7MHz (현종산 중계소)
- 출력 : 1kW
- 호출부호 : HLEF-FM
- 1일 방송시간 : 매일 24시간
- 방송 가청권역 : 경상북도 포항시 전지역 (북구, 남구) 일원, 경상북도 경주시 일부 지역 FM 103.5MHz, 경상북도 울진군·영덕군·영양군·청송군·봉화군 일부지역 FM 103.7MHz

## 아나운서
- 권오성 (팀장)
- 김준혜
- 박은희
- 박용수
- 이윤재
- 우지민
- 엄지혜
- 유은정
- 한인규

## 방송 편성표
- 07:00 (평일) 출발! 경북대행진
- 09:00 (평일) 스튜디오 1035
- 14:05 (평일) TBN 차차차 (경북)
- 12:00 (주말) 주말, 열두시에 만나요
- 14:00 (주말) 한인규의 Run2U
- 16:05 (평일) TBN 경북매거진
- 16:00 (주말) 달동네(달달한 동해안 네시)
- 17:00 (평일) 달리는 라디오 (경북)
- 19:00 (평일) 권오성의 가요시대

## 같이 보기
- TBN 교통방송
- 한국도로교통공단